# Odontobuthus brevidigitus
Espèce
Odontobuthus brevidigitus est une espèce de scorpions de la famille des Buthidae.

## Distribution
Cette espèce se rencontre en Oman et aux Émirats arabes unis au Fujaïrah.

## Description
Le mâle holotype mesure 57,00 mm et la femelle paratype 60,00 mm. Odontobuthus brevidigitus mesure de 50 à 65 mm.

## Publication originale
- Lowe, 2010 : « A New Species of Odontobuthus (Scorpiones: Buthidae) from Northern Oman. » Euscorpius, no 96, p. 1-22 (texte intégral).